# Podgorač
Podgorač je općina u Hrvatskoj. Nalazi se u Osječko-baranjskoj županiji.

## Zemljopis
Podgorač se nalazi na 135 metara nadmorske visine (središte sela), te na raskrižju državne ceste D515 Našice – Đakovo i županijske ceste ŽC 4105 Podgorač – Čepin u području gdje sjeverni obronci Krndije prelaze u nizinu istočnohrvatske ravnice. Pripadajući poštanski broj je 31433 Podgorač, telefonski pozivni 031 i registarska pločica vozila NA (Našice). Površina katastarske jedinice naselja Podgorač je 30,36 km2.

## Stanovništvo
Po popisu stanovništva iz 2011. godine, općina Podgorač imala je 2877 stanovnika, raspoređenih u 9 naselja:
- Bijela Loza – 147
- Budimci – 670
- Kelešinka – 57
- Kršinci – 126
- Ostrošinci – 95
- Podgorač – 866
- Poganovci – 235
- Razbojište – 283
- Stipanovci – 398

| broj stanovnika | 3492  | 4162  | 4685  | 4709  | 5354  | 5767  | 5619  | 7114  | 6153  | 6773  | 6415  | 5340  | 4318  | 4019  | 3314  | 2877  | 2455  |
|                 | 1857. | 1869. | 1880. | 1890. | 1900. | 1910. | 1921. | 1931. | 1948. | 1953. | 1961. | 1971. | 1981. | 1991. | 2001. | 2011. | 2021. |

| broj stanovnika | 1113  | 1296  | 1168  | 1449  | 1671  | 1682  | 1577  | 1525  | 1444  | 1618  | 1585  | 1351  | 1165  | 1171  | 956   | 866   | 783   |
|                 | 1857. | 1869. | 1880. | 1890. | 1900. | 1910. | 1921. | 1931. | 1948. | 1953. | 1961. | 1971. | 1981. | 1991. | 2001. | 2011. | 2021. |

U 1857. i 1869. sadrži dio podataka za naselje Ostrošinci, a u 1869. i za naselje Andrijevac, općina Koška. U 1991. izdvojen je nenaseljeni dio područja i pripojen u naselju Ceremošnjak, grad Našice. 

## Povijest
Podgorač i njegovo područje bili su naseljeni prije 6300 godina.
Sam naziv Podgorač prvi se put spominje 1299. godine u zemljovidu iz te godine. Vjerojatno je i stariji, jer je kao već važnije mjesto unesen u zemljovid. Spominje se pod raznim imenima kao Pagaraach (1299.), Posesio seu villa Pogorach (posjed s dvorom), Pagarach (1311.), Podgorach (1396.), Pogoraach (1407.), Poygoracz (castellanus de Poygoracz, 1467.), Podgoratz (početkom 18. stoljeća)

## Crkva
U selu se nalazi rimokatolička crkva Sv. Nikole Biskupa koja pripada istoimenoj katoličkoj župi i našičkom dekanatu Požeške biskupije. Crkveni god (proštenje) ili kirvaj slavi se 14. veljače na sv. Valentina koji je zaštitnik sela, a ujedno taj dan se slavi kao Dan općine.

## Poznate osobe
- Fabijan Lovoković, hrvatski kulturni djelatnik
- Hinko Juhn, hrvatski kipar, keramičar i likovni pedagog
- Zorko Marković, hrvatski arheolog

## Obrazovanje
- Osnovna škola Hinka Juhna Podgorač.

## Kultura
- Kulturno umjetničko društvo "Podgoračani" Podgorač
- Savez KUD-ova Osječko-baranjske županije Podgorač

## Šport
- NK Sloga Podgorač, natječe se sklopu 2. ŽNL NS Našice.

## Ostalo
- Dobrovoljno vatrogasno društvo Podgorač,
- Udruga branitelja iz Domovinskog rata Općine Podgorač,
- Lovačko društvo "Vepar 1946" Podgorač,
- Zrakoplovni klub "Krila Hrvatskog sokola" Podgorač

## Vanjske poveznice
- Službena stranica
- Osnovna škola Hinka Juhna Podgorač  Arhivirana inačica izvorne stranice od 2. listopada 2013. (Wayback Machine)